# Ángel Cortés
Ángel Eduardo Cortés Bonilla (ur. 28 sierpnia 1999) – panamski zapaśnik walczący przeważnie w stylu wolnym. Zajął czwarte miejsce na mistrzostwach panamerykańskich w 2022; piąte w 2023. Brązowy medalista igrzysk Ameryki Południowej w 2022, a także igrzysk boliwaryjskich w 2022 roku.